# Piek (geld)

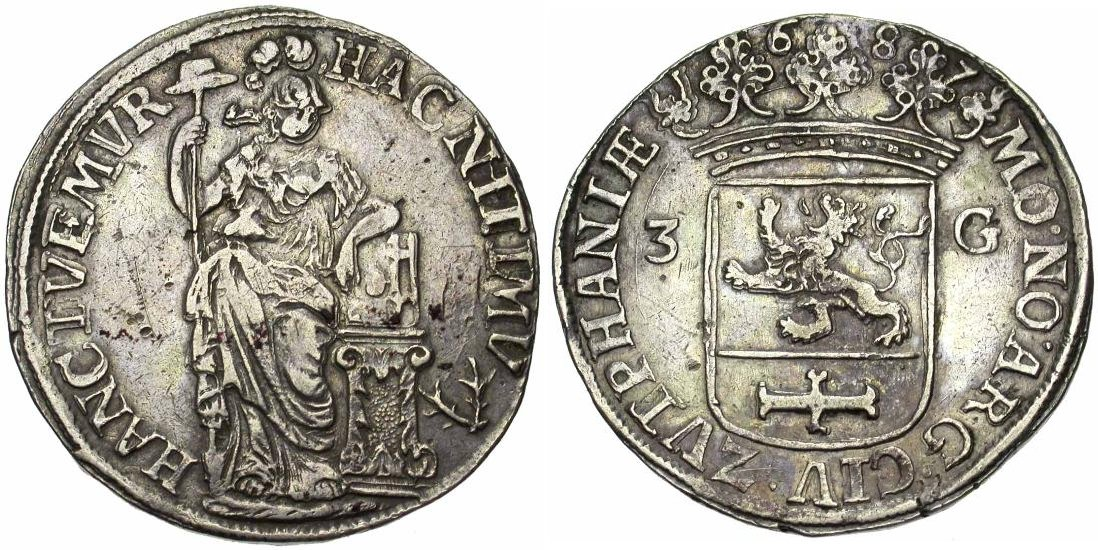
Een drieguldenstuk uit 1687 met op de voorzijde (links) de vrijheidshoed op een piek. Op de achterzijde het wapen van Zutphen.

Een piek was de benaming van een Nederlandse munt van één gulden.  Op de guldenmunten werd vanaf het einde van de zeventiende eeuw de Hollandse maagd afgebeeld. Deze symbolische vrouw droeg een lans of piek, met daarop een vrijheidshoed.  De benaming "piek", die in de volksmond veel gebezigd werd in plaats van "gulden", is gebaseerd op deze afbeelding. De benaming "pop" voor gulden heeft dezelfde oorsprong, waarbij het woord "pop", een tegenwoordig min of meer in onbruik geraakt synoniem voor vrouw, eveneens naar de afbeelding van de Hollandse maagd verwijst.